# غودفري لويل كابوت
غودفري لويل كابوت (بالإنجليزية: Godfrey Lowell Cabot)‏ هو رائد أعمال وشخصية أعمال أمريكي، ولد في 26 فبراير 1861 في بوسطن في الولايات المتحدة، وتوفي بنفس المكان في 2 نوفمبر 1962.

## وصلات خارجية
- غودفري لويل كابوت على موقع أوليمبيديا (الإنجليزية)

- غودفري لويل كابوت على موقع إن إن دي بي (الإنجليزية)